# Шигела Бойда
Шигела Бойда (Shigella boydii) — грам-негативна паличкоподібна бактерія, один із збудників шигельозу. Виділено 23 серотипи.

## Назва
Вид названий на честь американського бактеріолога Марка Фредеріка Бойда. Рід Shigella названий на честь японського лікаря Кіоші Шига, який виявив першого збудника шигельозу.

## Характеристика
Грам-негативні, нерухомі, паличкоподібні бактерії. Факультативні анаероби. Бактерії завдовжки 2-4 мкм, завтовшки 0,5-0,8 мкм. 

## Патогенність
Ендемік Індійського субконтиненту, хоча наразі виявляється на багатьох континентах. Передається фекально-оральним механізмом. Спричинює шигельоз, який характеризується інтоксикацією з вираженим ураженням слизової оболонки дистального відділу товстої кишки з проявами гемоколіту.